# Miki Nakayama
Miki Nakayama, nascida Maegawa, (中山 みき, 18 de abril de 1798 - 26 de janeiro de 1887 pelo calendário japonês) foi uma fazendeira e líder religiosa japonesa do século XIX. Ela é a principal figura da recente religião japonesa tenrikyo. Seus seguidores, que se referem a ela como Oyassama (おやさま, "Nossa mãe", em português), acreditam que ela foi estabelecida como o Santuário de Tsukihi desde o momento em que experimentou uma revelação divina em 1838 até sua morte em 1887.
Após sua revelação divina, ela deu a maioria dos bens de sua família e desmontou a casa da família, entrando assim em um estado de pobreza voluntariamente. Ela começou a atrair seguidores, que acreditavam que ela era uma deusa viva que poderia curar as pessoas e abençoar as mulheres grávidas com um parto seguro. Para deixar um registro de seus ensinamentos, ela compôs o Ofudesaki e ensinou as letras, a coreografia e a música do serviço, que se tornaram a escritura e a liturgia tenrikyo, respectivamente. Ela identificou o que ela afirmava ser o lugar onde Deus criou os seres humanos e instruiu seus seguidores a marcar o local com uma coluna e realizar a liturgia ao redor dela, que ela acreditava que faria a humanidade avançar para o estado salvífico de uma vida alegre. Nos últimos anos de sua vida, ela e seus seguidores foram presos e detidos várias vezes pelas autoridades japonesas por formarem um grupo religioso sem autorização oficial. Um ano após sua morte, a Sede da Igreja Tenrikyo recebeu autorização oficial para ser uma igreja sob o Shinto Taikyo.
A doutrina Tenrikyo afirma que Nakayama Miki foi o cumprimento da promessa de Deus à humanidade na criação, que era que depois de um certo número de anos, Deus seria revelado por meio da alma da mãe da humanidade no local da criação e informaria a humanidade de suas origens, propósito e meio de salvação. A doutrina também afirma que, como o Santuário de Deus, as palavras e ações de Nakayama estavam em completa conformidade com a vontade divina e que, após sua morte, sua alma se retirou da existência física e passou a viver para sempre.

## Biografia

### Infância
Nakayama Miki, nascida Maegawa, nasceu em 18 de abril de 1798 (2 de junho) ao amanhecer, por volta das cinco horas da manhã. Ela nasceu na vila de Sanmaiden, condado de Yamabe, província de Yamato, ou atual Tenri, Nara, em uma família da classe agrícola. Seu pai, Maegawa Hanshichi, era membro do clã Tōdō. Sua mãe, Kinu, era da família Nagao da mesma aldeia e era dita ser excelente em bordados.
Na primeira década de sua vida, Miki aprendeu a escrever com um pincel com seu pai e a costurar e fiar algodão com sua mãe. Dos nove aos onze anos, ela frequentou uma escola particular para crianças em uma vila próxima, onde foi educada na leitura e na escrita. Em casa, ela aprendeu bordado com sua mãe e tornou-se proficiente o suficiente para fazer itens de artesanato e cortar roupas de grandes parafusos de algodão.
Os Maegawas eram devotos adeptos do Budismo Terra Pura e pertenciam a um templo local. Em sua infância, Miki se familiarizou o suficiente com a oração budista de modo que, aos doze ou treze anos, ela era capaz de recitar de cor vários sutras, bem como os hinos do Jōdo Wasan. Naquela época, ela manifestou interesse em se tornar uma monja. No entanto, os pais de Miki, por sugestão de sua tia, Kinu, pediram que ela se casasse com Nakayama Zenbei, filho da tia de Miki. No início, Miki hesitou em concordar com o pedido por causa de seu desejo de se tornar uma monja, mas eventualmente ela consentiu, com a condição de que, mesmo quando casada, ela teria permissão para continuar sua oração budista.

### Casamento
Em 15 de setembro de 1810 (13 de outubro), Miki participou de sua procissão nupcial para a residência da família Nakayama na aldeia de Shoyashiki. Vestida com um quimono de mangas compridas, ela foi carregada em um palanquim e estava acompanhada por pessoas carregando um enxoval de cinco fardos.
A família Nakayama, assim como a família Maegawa, detinha algum prestígio na área local. O costume na aldeia era que o chefe da família Nakayama herdasse o posto de toshiyori (chefe da aldeia).
Em 1813, os sogros de Miki confiaram a ela todos os trabalhos domésticos. Vida de Oyassama, a biografia de Miki, a retrata como uma trabalhadora diligente e produtiva. De acordo com o relato, ela fazia todo tipo de trabalho agrícola, exceto as tarefas dos homens como de cavar fossos e arar campos de arroz, mas puxava mais de meio acre de algodão por dia e tiava tecidos duas vezes mais rápido que uma mulher média.
Na primavera de 1816, ela concluiu um curso de treinamento conhecido como Transmissão Quíntupla no Templo Zenpuku, seu templo paroquial na Vila Magata (agora um distrito da cidade de Tenri). Durante a Transmissão Quíntupla, ela assistiu a palestras sobre os escritos de Hōnen, meditou, sofreu tonsura e fez o voto de repetir o nenbutsu pelo resto de sua vida. Aqueles que se inscreveram na Transmissão Quíntupla foram iniciados nos mistérios da seita Terra Pura e foram considerados como tendo alcançado o nível mais alto de fé.
Em junho de 1820, Nakayama Zenyemon, o sogro de Miki, morreu com 62 anos de idade. Em julho de 1821, nasceu o primeiro filho de Miki, também chamado Zenyemon (mais tarde renomeado Shuji). Sua primeira filha Omasa e a segunda filha Oyasu nasceram em abril de 1825 e setembro de 1827, respectivamente. Em abril de 1828, a sogra de Miki, Kinu, morreu.

### Revelação
Em 26 de outubro de 1837, o filho mais velho de Nakayama Miki, Shūji, sentiu uma dor aguda na perna enquanto semeava cevada nos campos. Um médico da aldeia chamado Gensuke foi convocado para tratar a perna. Quando a condição de Shūji não melhorou, a família chamou Nakatano Ichibei, um shugenja (monge ascético) que era conhecido na área por seus rituais de cura. Ichibei ofereceu orações em três ocasiões, mas depois de cada vez, Shūji teve apenas um alívio temporário antes de a dor voltar. Depois que Zenbei, o marido de Miki, fez outra súplica a Ichibei, ele concordou em conduzir um encantamento (yosekaji), um ritual com a intenção de invocar a compaixão de Buda.
Quando Miki e Zenbei começaram a sentir dores físicas repentinas na noite de 23 de outubro de 1838, Zenbei enviou um mensageiro a Ichibei, que naquele dia estava visitando seus parentes em Shoyashiki para um festival local. Ichibei realizou outro encantamento na manhã seguinte. No entanto, como a mulher que regularmente servia como médium, e Soyo, não estava disponível, ele pediu a Miki para servir como médium. No meio do encantamento, a doutrina tenrikyo afirma que Miki teve sua primeira revelação divina.

Segundo a doutrina tenrikyo, após a primeira revelação, Miki permaneceu em transe enquanto a família Nakayama discutia como responder ao pedido. Ao longo de três dias, a família fez várias recusas, pedindo à presença divina para ir embora, mas com cada recusa o transe de Miki aumentava de intensidade e suas respostas se tornavam mais severas. Então, às oito horas da manhã de 26 de outubro de 1838, o marido de Miki, Zenbei, aceitou o convite em nome da família e seu transe parou. Neste dia, de acordo com a doutrina tenrikyo, Nakayama Miki foi estabelecida como o Santuário de Tsukihi e os ensinamentos do tenrikyo foram fundados.

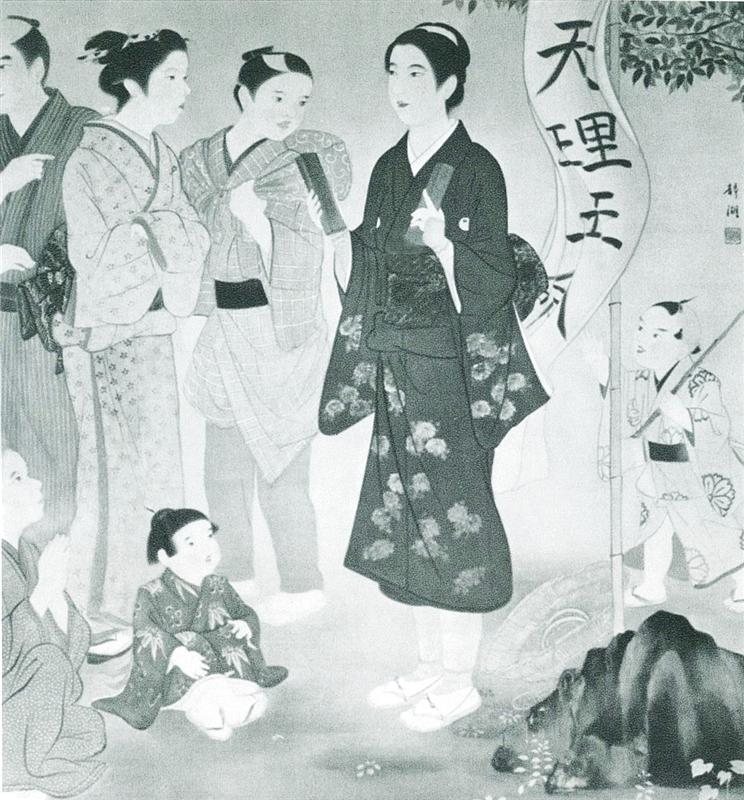
Representação de Nakayama Kokan divulgando o nome divino Tenri-O-no-Mikoto (天理 王命) em Osaka.

### Pobreza e ministério
Por cerca de três anos após a revelação, Miki se isolou em um depósito. Na década de 1840, Miki gradualmente doou seus pertences pessoais e da família Nakayama. Então Miki solicitou que seu marido Zenbei desmontasse a casa principal, começando com as telhas e o gablete.
Em 1848, ela começou a dar aulas de costura em sua casa, e em 1852 sua filha Oharu foi casada com Kajimoto Sojiro, o irmão mais novo de uma das alunas de costura. Por volta dessa época, seu filho Shūji abriu uma sala de aula em casa e começou a instruir as crianças da aldeia a ler e escrever.
Em 22 de fevereiro de 1853, o marido de Miki, Zenbei, morreu. No mesmo ano, foi completamente desmontada a casa de Miki, e ela enviou sua filha mais nova, Kokan, para Naniwa (na atual Osaka) para cantar o nome divino, marcando assim a primeira instância do trabalho missionário na tradição tenrikyo.
Em 1854, Miki começou a administrar a concessão de parto seguro (obiya-yurushi), primeiro para sua filha Oharu durante a gravidez. Depois que Oharu deu à luz o bebê com segurança, as gestantes que ouviram falar sobre a concessão visitaram a residência de Nakayama e solicitaram que a concessão também fosse administrado a elas. A concessão, uma forma de cura pela fé, foi conduzido acariciando e respirando na barriga do beneficiário três vezes. Aos beneficiários da concessão, Miki disse, teriam a garantia de um parto rápido e fácil e não precisariam observar os costumes pós-natal da época, como usar uma faixa abdominal, não comer certos alimentos ou encostar-se a um suporte.

### Escrita e liturgia

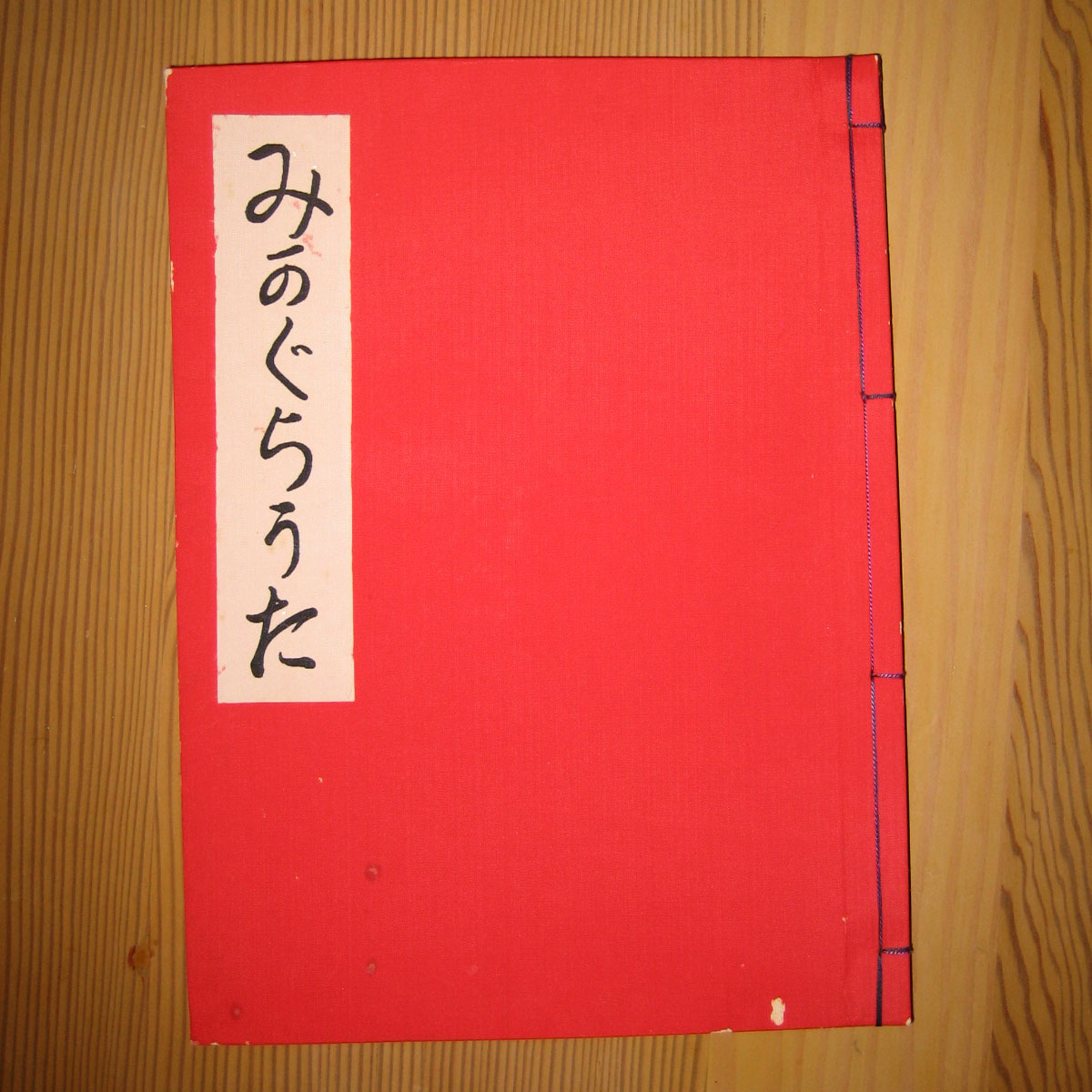
Um Songbook do Mikagura-uta.

Em 1864, Iburi Izō, um carpinteiro e discípulo próximo de Oyassama, construiu a primeira casa de culto Tenrikyo, o Local para o Serviço (tsutome no basho, em japonês).
De 1866 a 1875, Miki ensinou o Mikagura-uta, os hinos da liturgia tenrikyo, o Serviço. O Mikagura-uta é dividido em cinco seções; as seções um, dois e três são executadas sentados com movimentos de mão, enquanto as seções quatro e cinco são danças. A seção um foi composta primeiro, em 1866, seguida pela seção cinco de janeiro a agosto de 1867. Em 1870, as seções dois e quatro foram compostas, seguidas pela seção três em 1875.[carece de fontes?]
De 1869 a 1882, Miki compôs o que mais tarde seria chamado de Ofudessaki, uma escritura tenrikyo que se acredita conter suas revelações divinas. O Ofudessaki foi escrito na escrita hiragana e no estilo waka da poesia japonesa, e desde então foi compilado em 1.711 versos divididos em dezessete partes.[carece de fontes?]
Em 1874, Miki coletou as máscaras kagura que ela havia solicitado a seu irmão mais velho, Maegawa Kyosuke. As máscaras kagura seriam usadas para o Serviço Kagura, um subconjunto do Serviço.
Em 26 de maio de 1875 (29 de junho), Miki localizou o Jiba, onde alegou ser o local onde Deus criou os seres humanos. De acordo com Vida de Oyassama, ela identificou o local andando aleatoriamente ao redor do quintal de sua residência até que seu pé parou. Para confirmar, ela pediu aos outros seguidores presentes que andassem com os olhos vendados e seus pés parassem no mesmo local. Ela instruiu seus seguidores a marcar este local com uma posição chamada Kanrodai, ou a posição do orvalho celestial. Mais tarde naquele ano, um protótipo de madeira do Kanrodai, construído por Iburi Izō dois anos antes a pedido de Miki, foi retirada do depósito da residência Nakayama e colocado no Jiba.
Em 1877, Miki ensinou os instrumentos femininos a serem usados na liturgia - shamisen, kokyū e koto. Em 26 de agosto de 1880 (30 de setembro), a liturgia foi realizada pela primeira vez com o conjunto completo de instrumentos.
Em 1881, a construção de uma versão em pedra do Kanrodai começou com uma busca por pedras em uma vila próxima. Em maio e setembro do mesmo ano, foram montadas a primeira e a segunda camadas do estande, respectivamente. Porém, em março de 1882, o chefe da delegacia de Nara confiscou as duas camadas, medida tomada para impedir a realização do Serviço no dia seguinte. No mesmo ano, Miki expressou seu pesar sobre o confisco nos versos finais do Ofudessaki, concluído naquele ano, e fez revisões nas seções um e três do Mikagura-uta.

### Perseguição
Um dos primeiros exemplos de perseguição ocorreu em 1866, quando vários monges yamabushi fizeram uma confusão na residência de Miki e apresentaram uma queixa ao magistrado local sobre as atividades que aconteciam ali. O magistrado questionou Miki e seus seguidores e os aconselhou a obter autorização do governo antes de continuarem suas atividades. O filho de Miki, Shūji, foi para o Escritório Administrativo de Yoshida do Xintoísmo em Quioto e recebeu autorização do governo em 1867. No entanto, a autorização tornou-se inválida em 1870 quando o Escritório Administrativo de Yoshida foi encerrado pelo recém-instalado governo Meiji.

## Vida de Oyassama

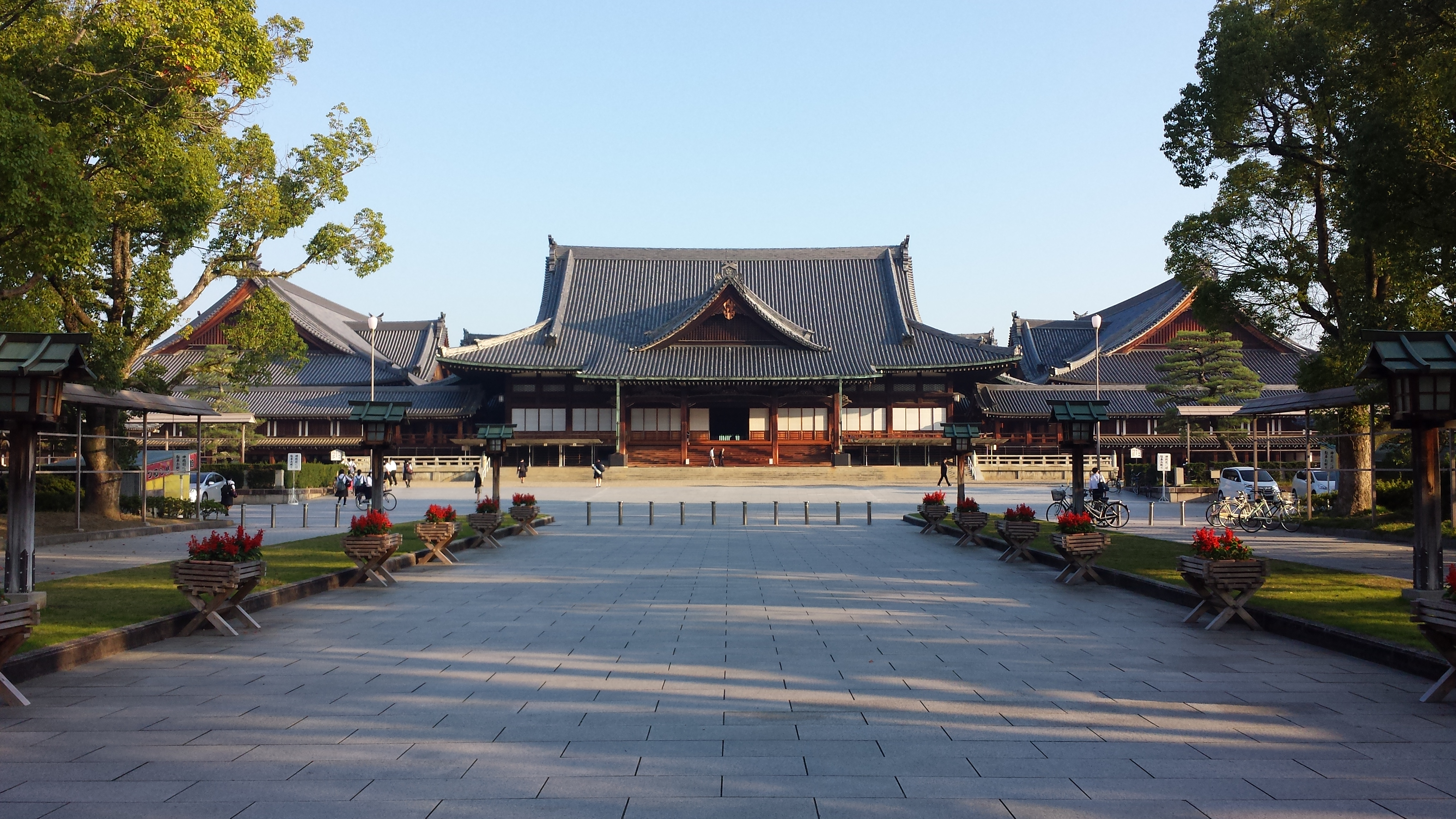
A Sede da Igreja Tenrikyo, vista do portão sul

Vida de Oyassama é uma biografia de Nakayama Miki publicada pela Sede da Igreja Tenrikyo.

### Contexto
Os esforços para compilar uma biografia de Miki Nakayama começaram não muito depois de sua morte em 1887. Uma instrução registrada no Osashizu, datada de 13 de outubro de 1890, solicitou que os seguidores produzissem um registro da vida de Nakayama. Em resposta a este pedido, Nakayama Shinnosuke, o primeiro Shinbashira, supervisionou a composição do roteiro para as palestras de Besseki, que foi concluída em 1896. Com base nesse roteiro, Nakayama Shinnosuke escreveu uma biografia datada de 3 de julho de 1898 (conhecida como versão em katakana) e outra por volta de 1907 (a versão hiragana). A versão em hiragana de Nakayama Shinnosuke se tornou a base de futuras compilações de biografias, incluindo o Vida de Oyassama.
Além dos escritos de Nakayama Shinnosuke, vários outros escritos contendo informações biográficas foram produzidos por vários indivíduos. Quando os seguidores do tenrikyo fizeram um pedido por escrito em dezembro de 1886 para estabelecer uma igreja, quatro dos primeiros líderes tenrikyo - Kōda Chūsaburō, Shimizu Yonosuke, Moroi Kunisaburō e Masuno Shōbei - submeteram Saisho no yurai (最初之由来) junto com o pedido. Em 1891, Hashimoto Kiyoshi escreveu o Tenrikyōkai yurai ryakki (天理教会由来略記), que foi escrito para ser submetido a grupos fora da igreja. Durante os esforços da igreja para obter a independência sectária na virada do século, a Sede da Igreja Tenrikyo encomendou biografias de escritores não-Tenrikyo, Udagawa Bunkai em 1900 e Nakanishi Ushirō em 1902. Nessa época, seguidores de tenrikyo, como Okutani Bunchi e Masuno Michioki, escreveram biografias independentemente também.
Em 1925, foi fundado o Departamento de Doutrina e Materiais Históricos. O departamento reuniu materiais históricos e produziu "A Vida de Oyassama; com Dados Históricos Revisados" (御教祖伝史実校訂本) por volta de 1936. Isso foi publicado posteriormente nos volumes 29, 30, 32, 37 e 47 da revista Fukugen (復元).

### Compilação
Em 1952, um grupo de estudiosos da Sede da Igreja Tenrikyo conhecido como "Comitê Kōki" começou a preparar uma série de rascunhos da biografia de Oyassama. Ao fazer isso, eles decidiram usar a pesquisa de Nakayama Shinnosuke como a referência histórica primária. O primeiro rascunho foi elaborado por um dos primeiros teólogos tenrikyo, Ueda Yoshinaru, no mesmo ano. Todos os rascunhos do primeiro ao décimo sétimo rascunho (lançado em 26 de agosto de 1955) foram referidos como Tenrikyō kyōso den sōan (天理教教祖伝草案).
O décimo oitavo esboço foi preparado em 18 de outubro de 1955. Deste esboço ao vigésimo segundo esboço (de 17 de março de 1956) são referidos como Tenrikyō kyōso den kōan (天理教教祖伝稿案). Após o lançamento do vigésimo primeiro esboço em fevereiro de 1956, o "16º Seminário Doutrinal" foi realizado para discutir aspectos do esboço que ainda precisavam ser melhorados. Após a revisão do vigésimo segundo esboço, Vida de Oyassama, foi publicado em 26 de outubro de 1956.
Desde sua primeira publicação, Vida de Oyassama passou por duas revisões. A primeira revisão, publicada em 26 de dezembro de 1981, fez várias correções e acréscimos históricos. A segunda revisão, publicada em 26 de janeiro de 1986, alterou certas expressões consideradas inadequadas.
A tradução para o inglês passou por três edições, a primeira em 1967, a segunda em 1982 e a terceira em 1996.